# Awi Belleli
Awi Belleli (ur. 27 października 1963 w Giwatajim) – izraelski muzyk i piosenkarz.
Jest wokalistą izraelskiego rockowego zespołu Tractor’s Revenge od jego powstania w 1988. Jest autorem ścieżek dźwiękowych do izraelskich koncertów tanecznych, sztuk teatralnych, filmów i seriali telewizyjnych jako on sam i jako wokalista Tractor’s Revenge. Do tej pory napisał muzykę do m.in.Broken Wings, Betipul i Terapia oraz sztuk Batsheva Dance Company i Haifa Theatre.

## Dorobek artystyczny

### Dyskografia
- Broken Wings (2002)
- Mithos (2002)
- The Power of Balance (2002)
- Orphans & Dead End Kids (1996)

### Ścieżki dźwiękowe

#### Seriale
- Terapia (2008)
- Betipul (2005)

#### Film
- Taki piękny kraj (What a Wonderful Place, Eize Makom Nifla, 2005)
- Joy
- Tiumkavabot (2004)
- Broken Wings (Knafayim Shvurot, 2002)
- Konserwator (Restoration, 2011)

#### Sztuki teatralne
- Mithos (2002)
- Romeo i Julia (1999)
- Otello (1997)

#### Koncerty taneczne
- Power of balance (2002)
- Anaphasa (1993)
- Kyr (1990)